# Quiscalus
Az Quiscalus a madarak osztályának verébalakúak (Passeriformes) rendjébe és a csirögefélék (Icteridae) családjába tartozó nem.

## Rendszerezés
A nemet Louis Pierre Vieillot írta le 1816-ban, jelenleg az alábbi 7 faj tartozik ide:
- nagy csónakfarkú (Quiscalus major)
- északi csónakfarkú (Quiscalus quiscula)
- mexikói csónakfarkú (Quiscalus mexicanus)
- mocsári csónakfarkú (Quiscalus palustris) – kihalt (1910)
- nicaraguai csónakfarkú (Quiscalus nicaraguensis)
- antillai csónakfarkú (Quiscalus niger)
- karibi csónakfarkú (Quiscalus lugubris)

## Előfordulásuk
Észak-Amerika, a Karib-térség és Dél-Amerika területén honosak.

## Megjelenésük
Testhosszuk 24-43 centiméter közötti.

## Életmódjuk
Mindenevők.